# اوسوالد کادوک

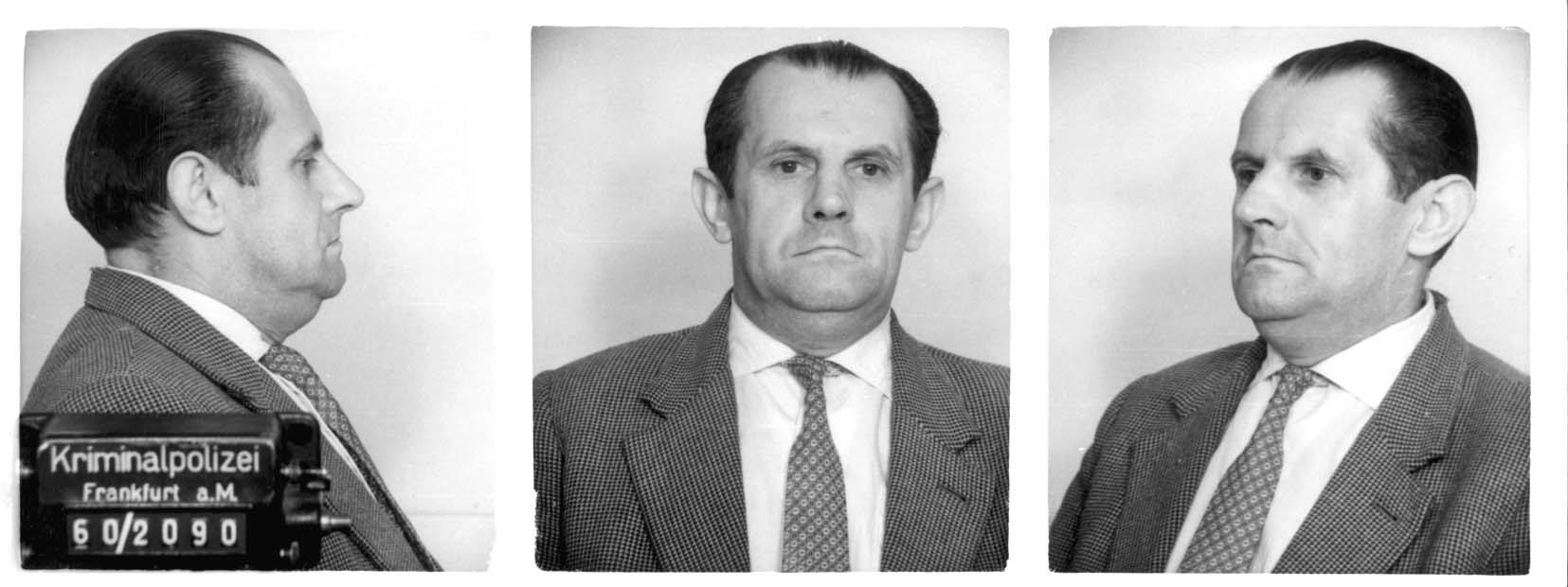
عکس اداره پلیس فرانکفورت از کادوک در سال ۱۹۶۰

اوسوالد کادوک (۲۶ اوت ۱۹۰۶ – ۳۱ مهٔ ۱۹۹۷) افسر اس‌اس آلمان نازی بود که در اردوگاه آشویتس خدمت می‌کرد.

## زندگی‌نامه
کادوک که فرزند آهنگری در خوژوف، سیلسی علیا بود، در ۲۶ اوت ۱۹۰۶ به دنیا آمد. پس از حضور در فولکس‌شول برای آموزش قصابی، در سال ۱۹۲۴ قصاب شد. علاوه بر کار در کشتارگاه محلی، کادوک همچنین در خدمات آتش‌نشانی شهرداری در خوژوف و در یک کارخانه شیمیایی فعالیت داشت.
در سال ۱۹۳۹ وی به آلگماینه اس‌اس پیوست و در ۱۹۴۰ به وافن اس‌اس فرستاده شد. او به جبهه شرقی فرستاده شد، اما به دلیل بیماری‌های گوناگون و اقامت در بیمارستان‌های نظامی در سال ۱۹۴۱ به آشویتس فرستاده شد. ابتدا در سال ۱۹۴۲ مأموریت برج دیدبانی را بر دوش گرفت. به گفته یکی از زندانیان وی علاقه شدیدی به اشناپس داشت.
از کادوک به عنوان «یکی از بی‌رحم‌ترین، وحشی‌ترین، و بدزبان‌ترین» مردان اس‌اس در آشویتس یاد شده‌است:
در جریان شمارش زندانیان در غروبی در اواخر تابستان ۱۹۴۴، یک زندانی گم شد. زندانیان حاضر باید منتظر می‌ماندند تا زندانی گمشده پیدا شود. کادوک و یک افسر دیگر زندانی غایب را مورد ضرب و شتم قرار دادند تا اینکه او چندین بار روی زمین افتاد. [...] سرانجام زندانی روی زمین به پشت دراز کشید اما هنوز زنده بود. با کمک همه نیروی خود، کادوک و افسر دیگر با پاشنه چکمه‌های خود - بر پایه شهادت به دادگاه - روی قفسه سینه زندانی رفتند تا اینکه دنده‌هایش ترک خورد. آنها از این کار باز نیایستادند [...] تا هنگامی که زندانی دیگر مرده بود.
اندرو روبرتس تاریخ‌دان در کتاب طوفان جنگ، اشاره به عادت کادوک در دادن بادکنک به کودکان یهودی درست پیش از کشته شدن آنها با تزریق فنول به قلب می‌نویسد که سرعت کشتار ده کودک در دقیقه بوده‌است. کادوک همچنین شاهد کشتار دسته‌جمعی مردم در اتاق‌های گاز بود و در توصیف همکاران خود در اس‌اس که گاز سیکلون ب را وارد اتاق‌ها می‌کردند، می‌گوید:
سخت است که بگویم. اما من بشخصه دیده‌ام. تنها دکترها دستور وارد کردن گاز را می‌دادند. من حتی دیده‌ام که مردان اس‌اسی که قرار بود در عملیات کشتار با گاز مشارکت داشته باشند، گریه می‌کردند. دکتر منگله، پزشک وقت، به آنها گفت: «شما باید این کار را انجام دهید». … من می‌توانم ثوئر را به خوبی به یاد بیاورم. او هموطن من بود، مرد جوانی بود. و او [منگله] گفت: «شما باید این کار را انجام دهید.» ثوئر این کار را با اشک در چشمانش انجام داد. او [قرص های گاز را]  وارد [دریچه هوا در بالای اتاق]  کرد و بلافاصله دریچه را بست. من آنجا بودم.— اوسوالد کادوک "Auschwitz, Stimmen."

## دادگاهی
پس از تسلیم آلمان، کادوک در کارخانه قندی در لوبا آغاز به کار کرد. در دسامبر ۱۹۴۶ وی توسط یک زندانی پیشین شناسایی شد و در نتیجه توسط گشت نظامی شوروی دستگیر شد. در سال ۱۹۴۷، دادگاه نظامی شوروی او را به ۲۵ سال کار اجباری محکوم کرد، اما در آوریل ۱۹۵۶ آزاد شد.
کادوک سپس به برلین غربی رفت و در بیمارستان به عنوان پرستار مشغول به کار شد. با وجود بدنامی خشونت‌بار وی در آشویتس، وی در میان بیماران خود لقب «پاپا کادوک» را به دست آورد.
در ژوئیه ۱۹۵۹ کادوک بازداشت شد و در دادگاه آشویتس در فرانکفورت حضور یافت و در آنجا یکی از متهمان اصلی شد. در ۱۹ اوت ۱۹۶۵ دادگاه او را به جرم قتل در ده مورد به حبس ابد و در کمینه هزار مورد به قتل مشترک محکوم کرد. به دلیل سنگینی اعمال کادوک، قاضی مسئول درخواست‌های پرتعداد وی برای بخشش را رد کرد.
در حالی که وی در زندان بود، با کادوک به عنوان بخشی از یک مستند تلویزیونی دربارهٔ نیروهای اس‌اس مستقر در آشویتس گفتگو شد. هنگامی که از کادوک دربارهٔ انکار هولوکاست پرسیده شد، وی گفت:
 (مصاحبه‌گر) امروزه بسیاری هستند که می‌گویند آشویتس دروغ بود، اینکه کسی در آنجا با گاز کشته نشد.
(کادوک) باید بگویم، از دید من این افراد نورمال نیستند. ما باید به حقیقت پایبند باشیم. افرادی وجود دارند که آن را دروغ می‌شمارند، اما آنچه اتفاق افتاده، اتفاق افتاده و درباره‌اش تردیدی نیست.— اوسوالد کادوک، "Drei Deutsche Mörder. Aufzeichnungen über die Banalität des Bösen"
پس از انتقال به زندان باز در ۱۹۸۴، کادوک در ۱۹۸۹ به دلایل سلامتی از زندان شوالمشتات آزاد شد. وی در سال ۱۹۹۷ در سن ۹۰ سالگی در لانگلزهایم، هارتس، درگذشت.